# کارالاچوک
کارالاچوک (انگلیسی: Karalachuk) یک شهرک در شهرستان دیورتیورلینسکی در استان باشقیرستان کشور روسیه است.